# Kalpana Saroj
Kalpana Saroj (Roperkheda, Maharashtra, India; 1961) es una empresaria y conferencista india, nació en el pueblo de Roperkheda en Maharashtra, India. Es la Presidenta de Kamani Tubes en Bombay, India.
Descrita como la "Slumdog Millionaire" original, compró los activos de la Compañía Kamani Tubes casi en quiebra y logró que la compañía resurgiera y obtuviera ingresos.

## Biografía
Saroj nació el año 1961 en la aldea de Roperkheda en Maharashtra, India, de una familia budista marathi, la mayor de tres hijas y dos hijos. Aunque pertenecían a la comunidad de Pasi Dalit, el padre de Saroj servía como agente de policía en la aldea de Repatkhed en Akola. Saroj se casó a la edad de 12 años y vivía en un barrio de Mumbai con la familia de su esposo. Después de sufrir abusos físicos a manos de los familiares de su esposo, fue rescatada por su padre, dejó a su esposo y regresó a su aldea para vivir con sus padres. Intentó suicidarse después de ser rechazada por los aldeanos. A la edad de 16 años, regresó a Mumbai para vivir con su tío. Comenzó a trabajar en una fábrica de ropa para mantener a su familia. Utilizando préstamos del gobierno para personas de castas programadas, comenzó con éxito un negocio de sastrería y luego una tienda de muebles.

## Proyectos empresariales
Saroj comenzó en KS Film Production y produjo una primera película que fue doblada en inglés, telugu e hindi. Khairalnji Movie es producida por Deelip Mhaske, Jyoti Reddy y Mannan Gore bajo el auspicio de Kalpana Saroj.

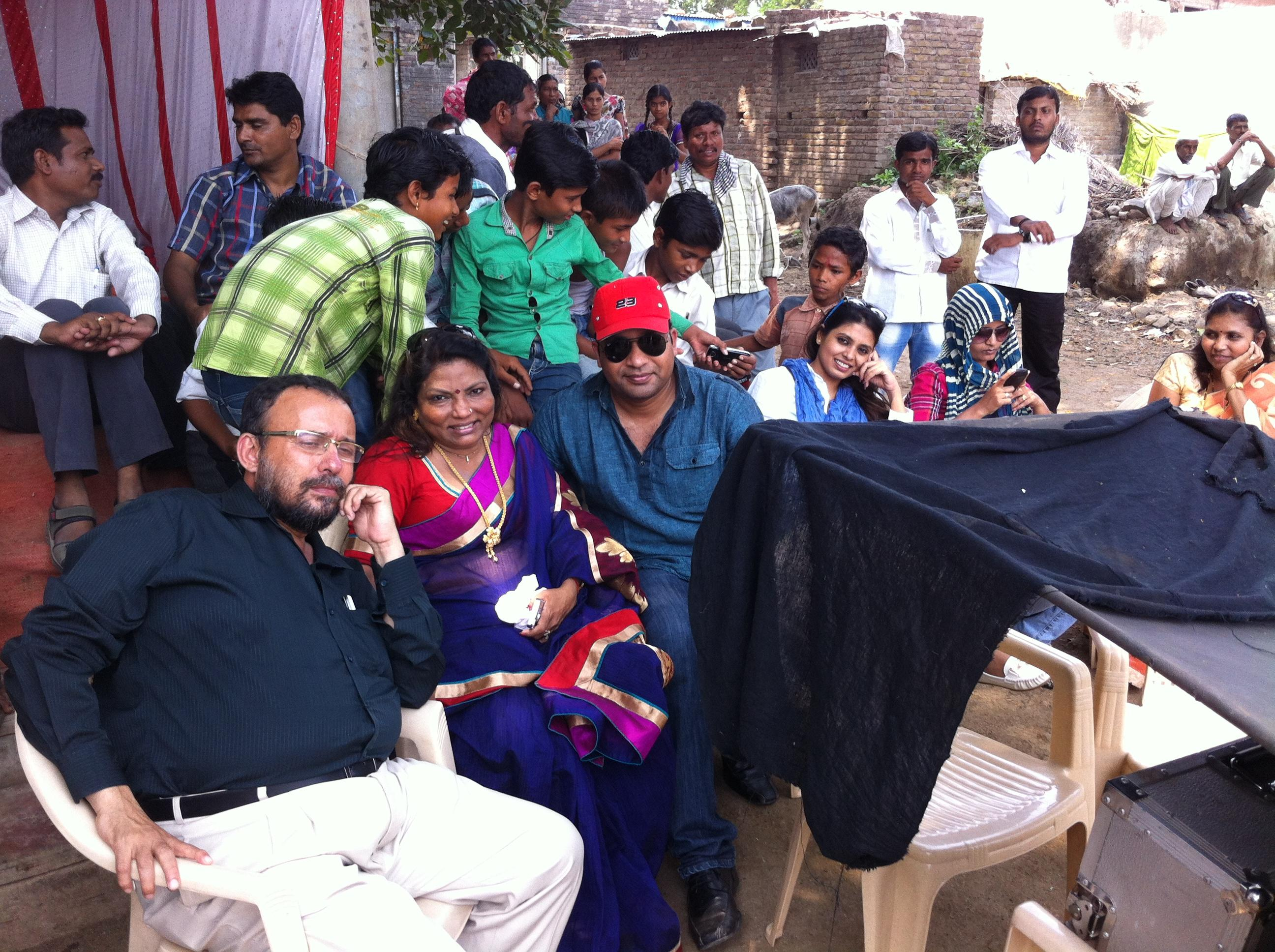
Kalpana, Deelip y Mannan Gore en la filmación de Khairlanji en Akola

Construyó un exitoso negocio de bienes raíces, y llegó a ser conocida por sus contactos y habilidades empresariales. Ella estaba en el consejo de administración de Kamani Tubes cuando entró en liquidación en 2001, y después de asumir el control de la empresa, la reestructuró y la recuperó.
Según sus propias estimaciones, ella tiene activos personales por valor de 112 millones de dólares estadounidenses.

## Vida personal
Saroj es una devota budista. En 1980, volvió a casarse con Samir Saroj a la edad de 22 años, con quien tiene un hijo, Amar Saroj (n. 1985), y una hija, Seema Saroj (n. 1987). En 1989, su esposo murió y Saroj heredó su negocio de fabricación de armarios de acero. Actualmente está casada con Shubhkaran.

## Premios y reconocimientos
Kalpana Saroj recibió el Padma Shri para Comercio e Industria en 2013.
Fue nombrada para el consejo de administración de Bhartiya Mahila Bank, un banco principalmente para mujeres, por el Gobierno de la India.